# Tropar

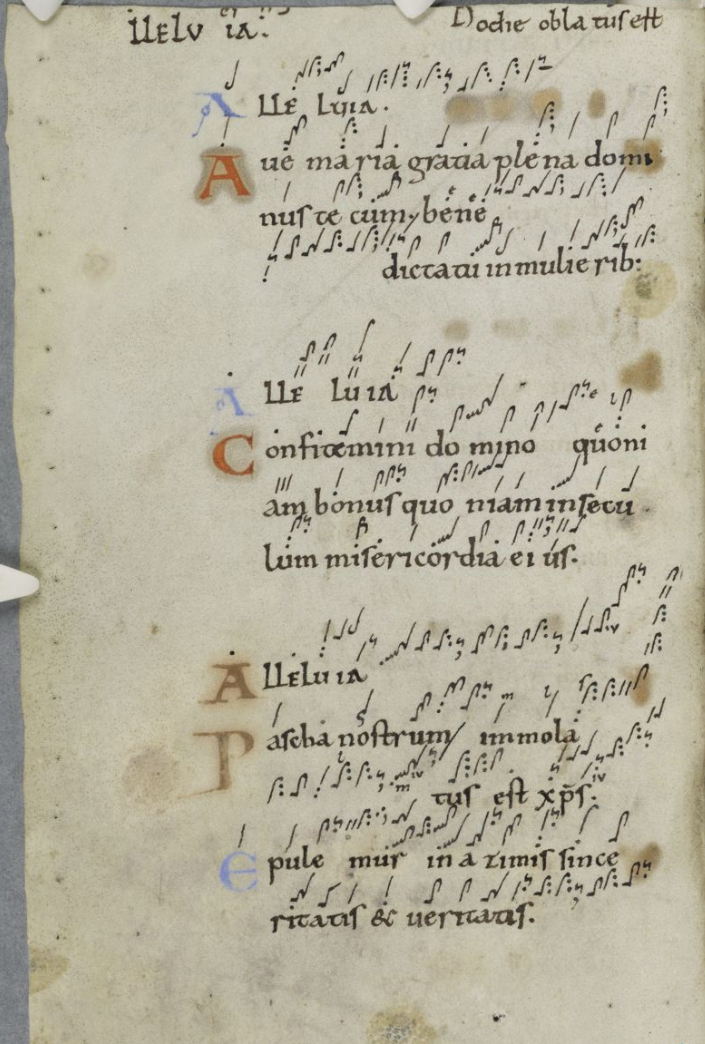
Winchester Tropar, Hallelujatropen

Ein Tropar (lat. Troparium, von gr. Troparion) war ein vor allem im Mittelalter gebräuchliches liturgisches Buch. 
Das Tropar im engeren Sinn enthält Tropen für die Feier der Messe.
Im weiteren Sinn wird der Begriff für Sammlungen von Chor- und Solostücken liturgischer Musik gebraucht. Zu den bekanntesten Troparen gehört das Winchester Troparium.